# Minősített Nemzetközi Befektetéselemző
A Minősített Nemzetközi Befektetéselemző a nemzetközi befektetéselemzők képesítő oklevele; nemzetközileg használt, angol rövidítése a CIIA (Certified International Investment Analyst).
Ezt címet elsősorban pénzügyi elemzőként, alapkezelőként, portfóliómenedzserként vagy befektetési tanácsadóként dolgozó pénzügyi szakemberek szokták megpályázni. A CIIA címmel rendelkező szakemberek nemzeti és regionális egyesületeinek, az ACCIA-nak mintegy 50 ezer befektetési szakember tagja elsősorban Európában és Ázsiában. 
Az Európai Befektetéselemzők Egyesületeinek Nemzetközi Szövetsége (EFFAS) segítette elő a Nemzetközi Befektetéselemző (CIIA) vizsgarendszer kialakítását, amely főként Európában és Ázsiában a pénzügyi elemzők körében elismert képzés. Azok az elemzők, akik tagjai az európai elemzők egyesületeinek, megszerezhetik a CIIA oklevelet, ha a legalább 12 órás, a nemzeti pénzügyi piacok sajátosságaihoz igazított vizsgá(kat) sikerrel letették. A CIIA ma már átvette a CEFA vizsga helyét, és gyakran megkövetelt kiegészítője, vagy akár része a pénzügyi diplomáknak. Magyarországon a Nemzetközi Bankárképző Központban lehet felkészülni és letenni a nemzeti vizsgákat. 
A nemzetközi befektetéselemzői oklevél megléte elsősorban nemzetközi pénzügyi vállalatok elemzői, treasury-munkatársi, illetve középvezetői állásainál lehet képesítési előírás. CIIA oklevél hasonló szintű képzettséget ismer el, mint az elsősorban az elsősorban az Észak-Amerikában elterjedt CFA (chartered financial analyst) oklevél.

## Külső hivatkozások
- ACIIA hivatalos oldal
- EFFAS hivatalos oldal Archiválva 2021. augusztus 5-i dátummal a Wayback Machine-ben
- ASIF hivatalos oldal Archiválva 2009. május 12-i dátummal a Wayback Machine-ben
- Magyar EFFAS/ACIIA oldal